# Offentligrättslig korporation
En offentligrättslig korporation är en sammanslutning av personer till en juridisk person på grundval av stadgar som det allmänna bestämmer. Den juridiska personen grundas och kontrolleras alltså ytterst genom stadgarna av det allmänna (staten och/eller kommunerna), men förvaltas i den dagliga driften av dess ledamöter, som utgör privatpersoner, inte offentliga tjänstemän. Exempel på moderna, ännu existerande, offentligrättsliga korporationer är Sveriges Advokatsamfund (vars stadgar har sin grund i rättegångsbalken) och Svenska Akademien (vars stadgar givits av kung Gustaf III och senast ändrats av Carl XVI Gustaf) samt studentnationerna i Uppsala och Lund.

## Bakgrund
De offentligrättsliga korporationerna torde ha sin yttersta grund i det medeltida rättsliga tänkandet, i synnerhet avseende universiteten. De medeltida universiteten grundades med  påvens tillåtelse. Det innebar att universiteten åtminstone delvis låg under kyrkans förvaltning, även om de inte var kyrkliga organisationer i snäv bemärkelse. Den som tillhörde universitetet som lärare eller student, tillhörde alltså en sfär som också, men inte enbart, var kyrklig, och som därför av den medeltida världsliga makten behövde behandlas som avskild. Samtidigt kunde universitetets medlemmar förstås inte utan påvens medverkan (och i praktiken den statliga maktens godkännande) förändra universitetets stadgar. Universiteten betraktades därför som fristående enheter som hade makt över sina medlemmar (bland annat vad gällde straffrätt och uppsikten över renlärigheten).
I den rationalisering av rätten som började på 1700-talet och bröt igenom på allvar på 1800-talet utgjorde därför universiteten och andra, liknande, samfund ett problem för den juridiska klassificeringen. Universiteten var självförvaltande, men inte självständiga. De ägde, även i protestantiska länder, mark och byggnader över vilka universitetens fullvärdiga medlemmar (professorerna) bestämde, men professorernas makt definierades och kringskars av statut som professorerna inte kunde påverka. Universiteten klassificerades därför i Tyskland så småningom som juridiska personer, men inte privaträttsliga föreningar eller bolag. Klassificeringen blev att de utgjorde offentligrättsliga korporationer. På ett liknande sätt såg man på sjukvårdsanstalter och andra, liknande, halvt privat- och halvt offentligrättsliga företeelser.

## Offentligrättsliga korporationer i Sverige
Även i Sverige fanns det länge offentligrättsliga korporationer.  Stockholmsbörsen var tidigare en sådan korporation, liksom universiteten, men även vissa sjukhus och skolor fram till att sjukvårdssektorn och utbildningsväsendet helt förstatligades. Även  Riddarhuset  var fram till 2003 en offentligrättslig korporation, men är nu en privat förening.
Den blandform som en offentligrättslig korporation är upplevdes dock som besvärlig. I den mån de offentligrättsliga korporationerna ägnade sig åt myndighetsutövning, ansågs att sådan myndighetsutövning skulle klart ligga inom den statliga sfären och medföra formellt politiskt och förvaltningsrättsligt ansvar. I den mån de offentligrättsliga korporationerna fyllde uppgifter som uppfattades som allmänna, blev meningen att det allmänna skulle sköta dessa uppgifter i sin egen organisation och inte leja ut den till privata personer, låt vara att dessa agerade på grundval av regler som gavs av staten. I den mån de offentligrättsliga korporationerna ägnade sig åt rent privata syften, ansågs det allmänna inte böra blanda sig i verksamheten. 
Grundläggande för de tankar som ligger bakom  1974 års regeringsform är därför bland annat att det endast ska finnas myndigheter inom den statliga sektorn. I övrigt ska staten blanda sig i andra parters verksamhet endast genom allmän lag, inte genom att ge eller kontrollera innehållet i stadgar och statuter. Enligt regeringsformens föreställningsvärld finns alltså myndigheter som fullgör allmänna uppgifter och vid sidan av detta finns enbart privaträttsliga organisationer som bolag, föreningar och stiftelser. Några blandformer ska inte förekomma.
De år 1974 kvarvarande offentligrättsliga korporationerna har därför över tid till stor del förändrats till att antingen bli myndigheter eller privaträttsliga organisationer. Några få blandformer finns dock kvar. En är som nämnt Sveriges advokatsamfund, vars stadgar regleras i rättegångsbalken och därmed inte kan förändras av ledamöterna i samfundet. I övrigt anses dock samfundets verksamhet utgöra privat verksamhet. Dessutom finns ännu vissa  kungliga akademier som i flera fall är offentligrättsliga korporationer. Bland dessa akademier är Svenska Akademien.